# Muñecos de cera
Muñecos de cera es una película muda argentina en blanco y negro estrenada en 1925, dirigida y guionado por el italiano Rafael Parodi y encabezada por Elsa O'Connor (en su debut cinematográfico),  Amelia Mirel y Felipe Farah.
Fue la última película de la trilogía filmada por su productora Tylca Film (que funcionó desde 1923 hasta 1926). Parodi, para aumentar su atractivo, distribuyó afiches en los que aparecía una mujer desnuda, a los que la Municipalidad no tardó en prohibir.

## Sinopsis
Se trata de una comedia sentimental en las que el director deja su marca en retratos humanos de prosapia naturalista.

## Reparto
- Elsa O'Connor
- Amelia Mirel
- Felipe Farah
- Julio Donadille
- Carlos Dux